# Невонский сельсовет
Невонский сельсовет — сельское поселение в Богучанском районе Красноярского края.
Административный центр — посёлок Невонка.

## Население
| 2010 | 2012  | 2013  | 2014  | 2015  | 2016  | 2017  |
| ---- | ----- | ----- | ----- | ----- | ----- | ----- |
| 1783 | ↘1755 | ↘1700 | ↘1655 | ↘1619 | ↘1586 | ↘1560 |

## Состав сельского поселения
| № | Населённый пункт | Тип населённого пункта          | Население |
| - | ---------------- | ------------------------------- | --------- |
| 1 | Гольтявино       | посёлок                         | 47        |
| 2 | Невонка          | посёлок, административный центр | 1736      |

## Местное самоуправление
Невонский сельский Совет депутатов
Дата избрания: 04.03.2012. Срок полномочий: 4 года
Глава совета
- Зуйкина Лидия Егоровна. Дата избрания: 14.03.2010. Срок полномочий: 4 года